# مسجد سید یحیی مرتضی
مسجد سید یحیی مرتضی (ترکی آذربایجانی: Seyid Yəhya Murtuza məscidi) اثر باستانی دارای اهمیت ملی است، که در بخش شهر قدیمی باکو قرار دارد. مسجد به عنوان مسجد حضرت علی نیز معروف می‌باشد.

## دربارهٔ مسجد
مسجد در اوایل قرن ۱۷ در کنار یک مسیر تجاری قرون وسطایی قرار گرفته‌است.
مسجد از سوی چهره‌ای معروف در دوران خود «سید یحیی مرتضی» با تخصیص هزینه از دارایی‌های خود بنا شده‌است. خود وی نیز آخوند مسجد بوده‌است. بنابه وصیتش پس از مرگ، در محوطهٔ مسجد دفن شده‌است. در حال حاضر، قبر وی در نزدیکی در ورودی بنا واقع می‌باشد.
مسجد سید یحیی مرتضی در عهد حکومت شوروی بر آذربایجان که، یک حکومت خداناباور بود، تبدیل به کارگاه نجاری شده بود؛ ولی پس از سالهای ۱۹۹۰م؛ که آذربایجان از شوروی جدا شده و به استقلال خود رسید، این ساختمان باستانی مجدداً به مسجد مبدل گشت.
ساختمان مسجد از شکلی مربعی برخوردار می‌باشد. وسط بامش یک گنبد واقع است. در سمت دیوار جنوبی محرابی وجود دارد.

## نگارخانه

نماهایی گوناگون از مسجد
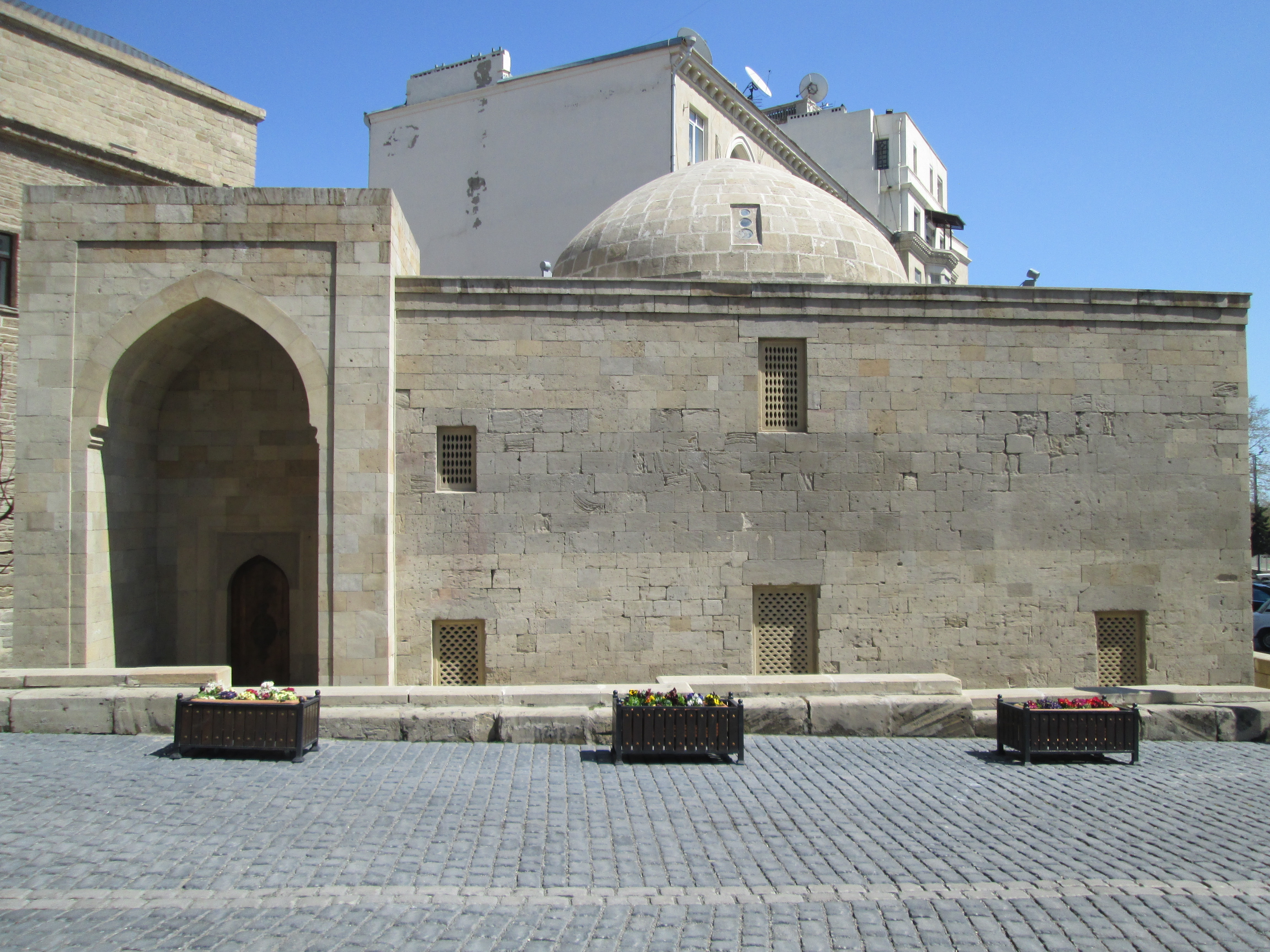
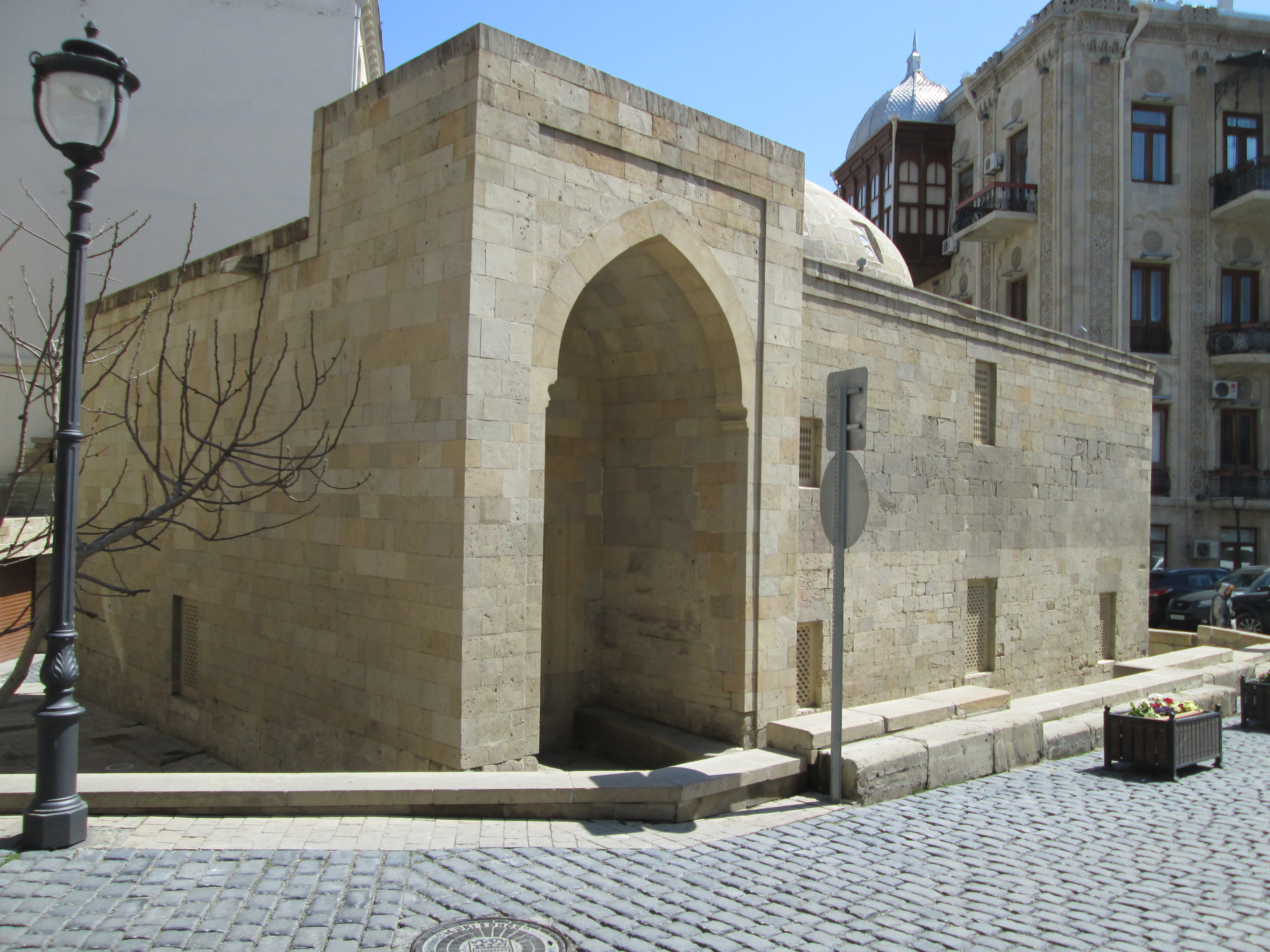
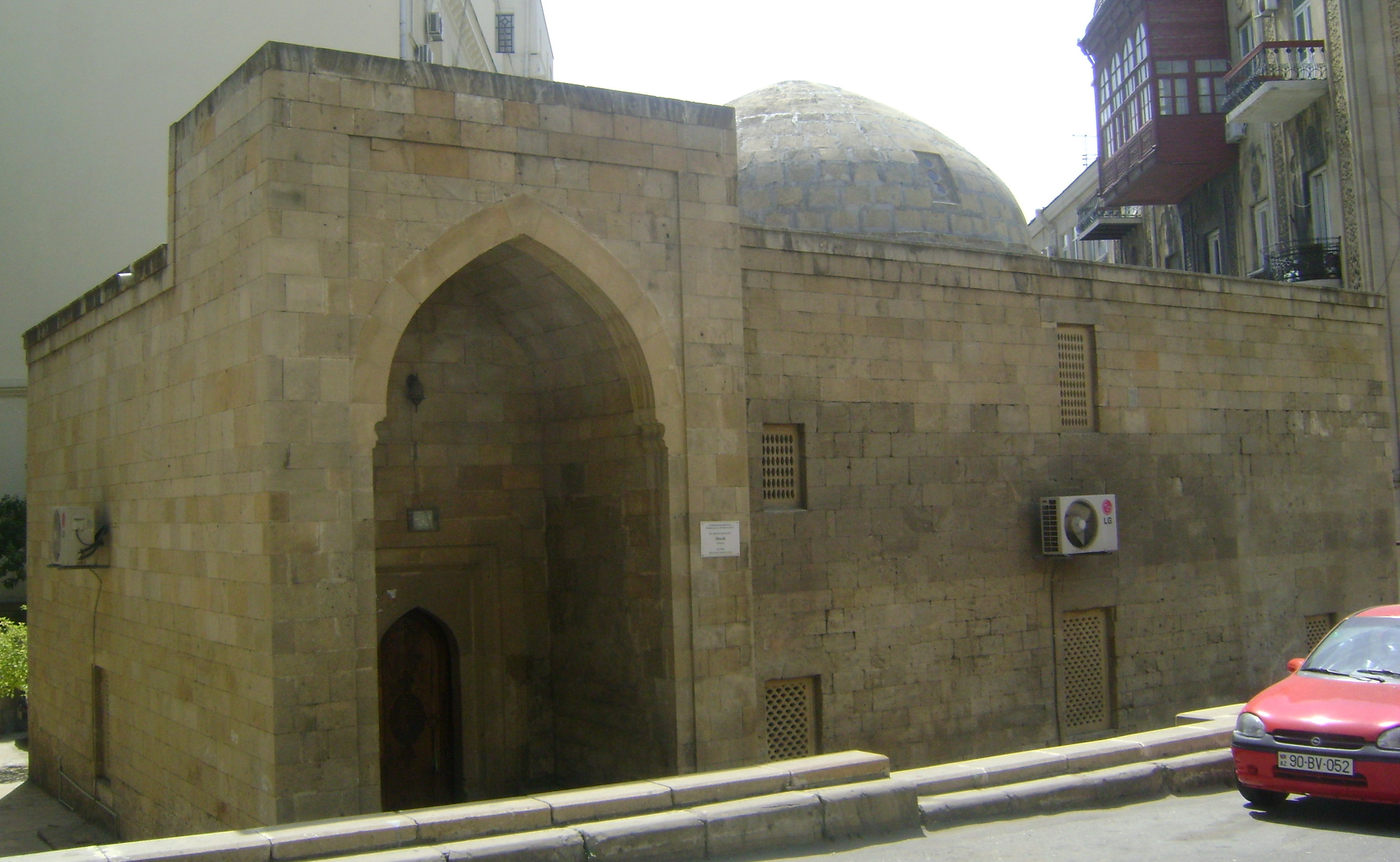
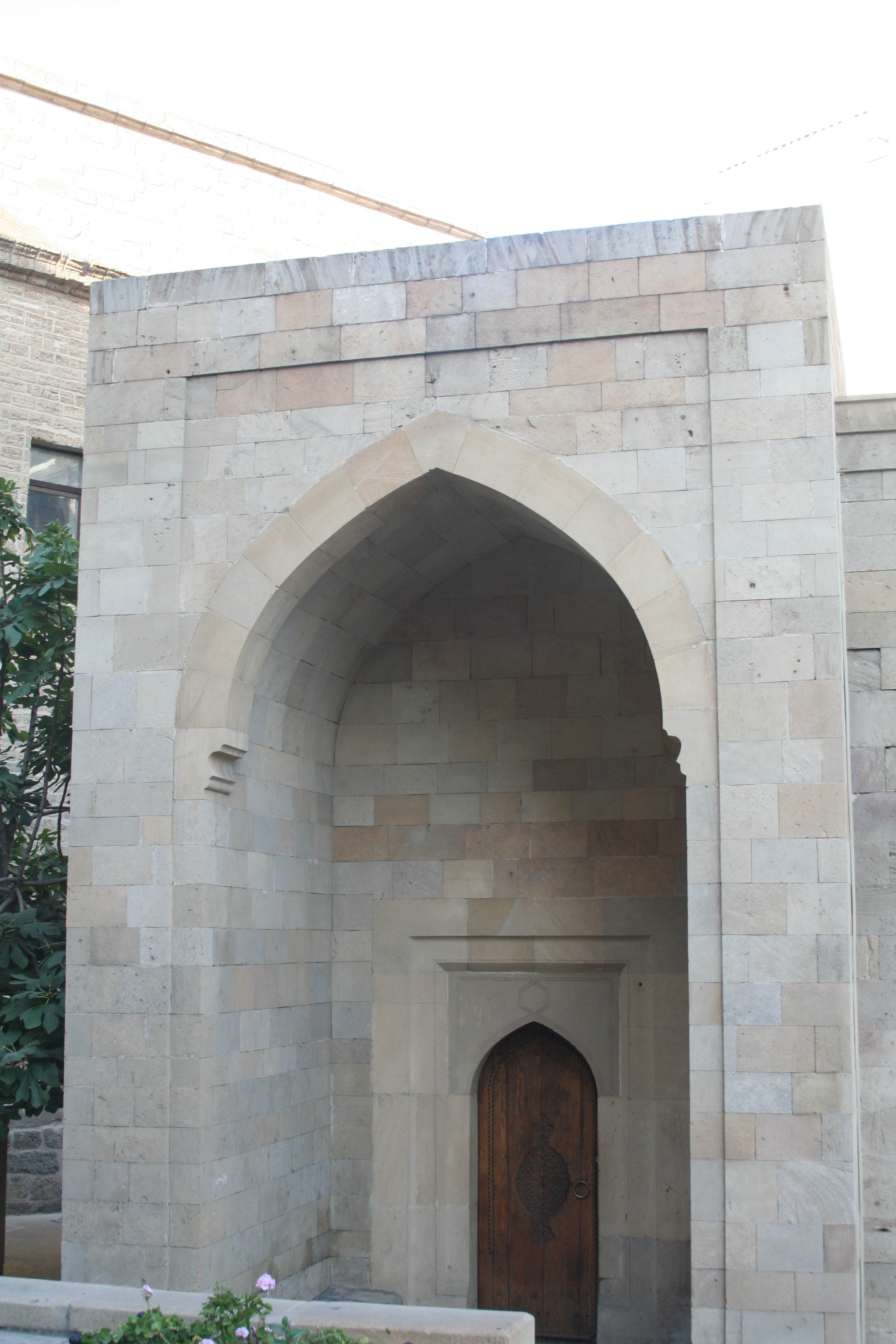
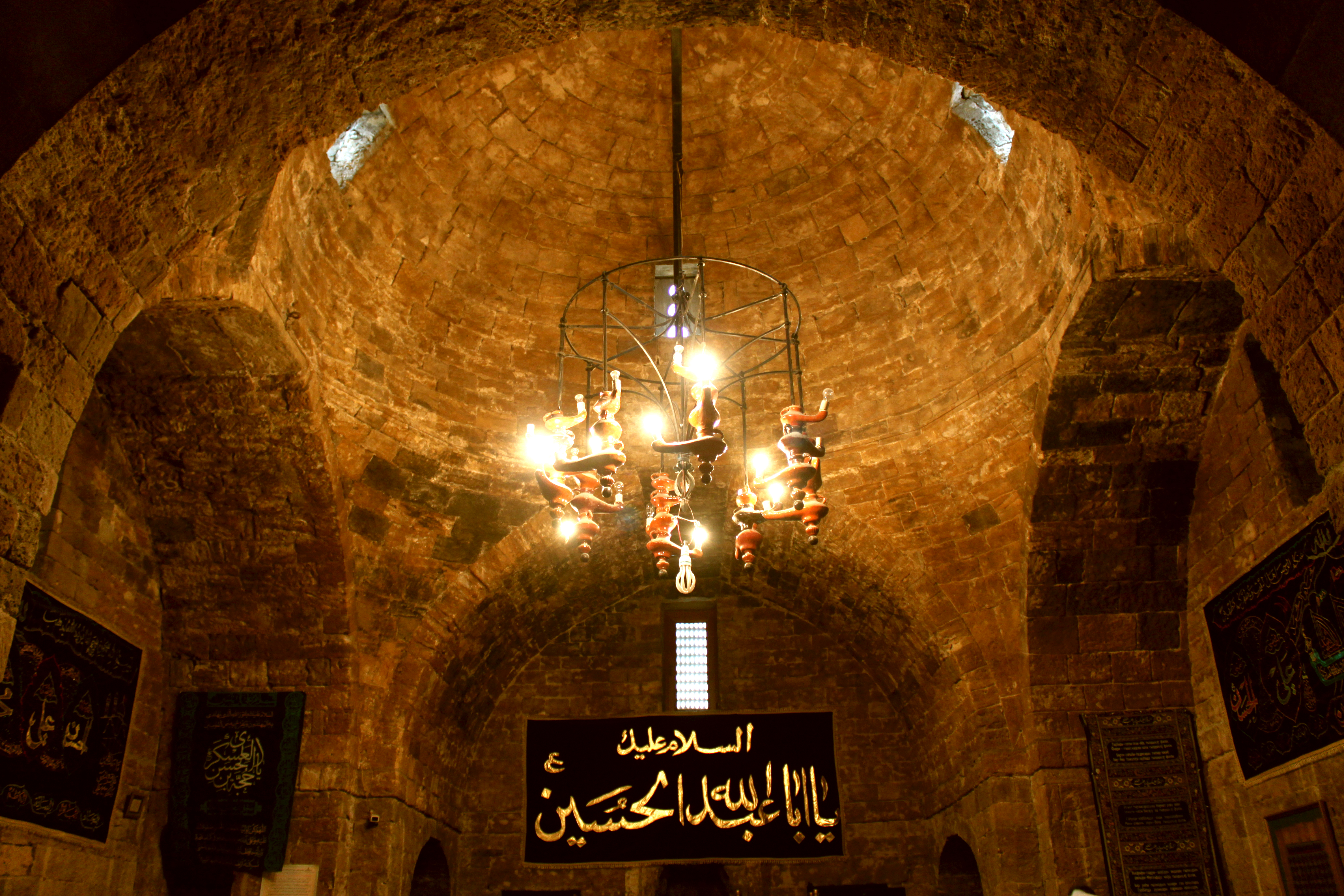